# Afromicracis concava
Afromicracis concava (лат.) — вид жуков-короедов рода Afromicracis (Scolytinae, Curculionidae). Название представляет собой прилагательное женского рода именительного падежа латинского происхождения, означающее полый или вогнутый, относящееся к сильно выраженному лбу — весьма необычная особенность самцов этой группы.

## Распространение
Афротропика, Камерун (SW Province, Mt. Cameroon, Mann Spring).

## Описание
Мелкие жуки-короеды, величина которых колеблется в пределах нескольких миллиметров (1,5 — 1,8 мм), основной цвет красновато-коричневый. Лоб самцов сильно вогнутый, гладкий, без точек и щетинок. Передние голени в апиколатеральном углу немного расширены, с 3-5 зубчиками в углублениях. Жгутик усика (включая педицель) 5-члениковый. Вид был впервые описан в 2021 году.